# Hednota argyroeles
Hednota argyroeles là một loài bướm đêm trong họ Crambidae.